# Evergreen (Alabama)
Evergreen é uma cidade localizada no estado americano do Alabama, no Condado de Conecuh.

## Demografia
Segundo o censo americano de 2000, a sua população era de 3630 habitantes.
Em 2006, foi estimada uma população de 3477, um decréscimo de 153 (-4.2%).

## Geografia
De acordo com o United States Census Bureau, a localidade tem uma área de 39,6 km², dos quais 39,4 km² cobertos por terra e 0,2 km² cobertos por água. Evergreen localiza-se a aproximadamente 111 m acima do nível do mar.

## Localidades na vizinhança
O diagrama seguinte representa as localidades num raio de 40 km ao redor de Evergreen.